# 슬견설
슬견설(蝨犬說)은 고려시대 문인 이규보가 쓴 수필이다. 인간 중심적 편견에 대한 문제를 제기하며 평등심을 주장하는 내용이다. 《동국이상국집》에 실려있고, 5차 교육과정의 고등학교 국어(상) 교과서 및 7차 교육과정의 중학교 2학년 국어 교과서에 실려 있었다.

## 줄거리
'나'의 집에 손님이 찾아오는데, 이 손님은 어떤 불량배가 몽둥이로 개를 때려죽이는 것을 보고 가슴이 아팠다고 그에게 전하며 다시는 고기를 먹지 않기로 맹세했다고 전한다. '나'는 어떤 사람이 이(蝨)를 잡아 화로에 태우는 것을 보고 가슴이 아파 다시는 이를 잡지 않기로 맹세했다고 한다. 이에 손님은 자신을 조롱하는 것으로 생각해 화를 내자, '나'는 개와 이가 비록 크기는 다르나 같은 생명체임을 들어 비유적으로, 달팽이의 뿔을 소의 뿔과 같이 보고, 메추리를 붕새(鵬)와 같게 보라고 전한다.